# جويس شوبرا
جويس شوبرا (بالإنجليزية: Joyce Chopra)‏ هي كاتبة سيناريو ومنتجة أفلام ومخرجة أمريكية، ولدت في 27 أكتوبر 1936 في نيويورك في الولايات المتحدة.

## وصلات خارجية
- جويس شوبرا على موقع IMDb (الإنجليزية)
- جويس شوبرا على موقع ألو سيني (الفرنسية)
- جويس شوبرا على موقع أول موفي (الإنجليزية)
- جويس شوبرا على موقع قاعدة بيانات الأفلام السويدية (السويدية)
- جويس شوبرا على موقع قاعدة بيانات الفيلم (الإنجليزية)
- جويس شوبرا على موقع كينوبويسك (الروسية)